# Чернуха (приток Вола)
Черну́ха — река в России, протекает в Ветлужском районе Нижегородской области. Устье реки находится в 9 км по левому берегу реки Вол. Длина реки составляет 11 км.
Исток реки находится в лесу в 7 км западнее города Ветлуга. Река течёт на юго-запад по лесному массиву, недалеко от устья на ней стоит деревня Булдышиха. Впадает в Вол ниже села Волынцы.

## Данные водного реестра
По данным государственного водного реестра России относится к Верхневолжскому бассейновому округу, водохозяйственный участок реки — Ветлуга от города Ветлуга и до устья, речной подбассейн реки — Волга от впадения Оки до Куйбышевского водохранилища (без бассейна Суры). Речной бассейн реки — (Верхняя) Волга до Куйбышевского водохранилища (без бассейна Оки).
По данным геоинформационной системы водохозяйственного районирования территории РФ, подготовленной Федеральным агентством водных ресурсов:
- Код водного объекта в государственном водном реестре — 08010400212110000042574
- Код по гидрологической изученности (ГИ) — 110004257
- Код бассейна — 08.01.04.002
- Номер тома по ГИ — 10
- Выпуск по ГИ — 0